# Hackelia parviflora
Hackelia parviflora là loài thực vật có hoa trong họ Mồ hôi. Loài này được (Krause) Brand mô tả khoa học đầu tiên năm 1931.